# ブライアン・ブレスド
ブライアン・ブレスド OBE（Brian Blessed[ˈblɛsɪd]、1936年10月9日 - ）はイングランドの俳優・声優。コメディアンや司会者としても活動している。妻はイングランドの女優ヒルデガード・ニール。ブライアン・ブレッスドとも表記される。
よく響く威厳のある声と大柄な体格（177 cm、102 kg）が特徴で、テレビドラマを中心に数多くの作品に出演している。また、1980年の映画『フラッシュ・ゴードン』で演じたホークマン（鷹人間）の王ヴァルタン公役で知られ、特に「Gordon’s alive!」の台詞が有名である。

## 略歴
1936年にイングランド・サウス・ヨークシャー州メクスバラで鉱山労働者の父ウィリアム・ブレスドと母ヒルダ・ウォールの息子として生まれ、ボルトン・アポン・ディアーンの近代中等学校に入学する。しかし、父親が労働災害で怪我をしたために15歳で退学せざるをえなくなり、その後は葬儀屋や左官の助手など様々な仕事に就く。イギリス空軍の落下傘兵として兵役を務め上げると、ブリストル・オールド・ヴィック演劇学校で演技を学ぶ。同期にはパトリック・スチュワートがいる。若年期については、1992年に出版された自伝『The dynamite kid』で紹介されている。
1962年に映画の端役で俳優としてデビューし、以降は主にテレビドラマを中心に活動する。また、シェイクスピア俳優として舞台に立つ他、ケネス・ブラナー監督によるシェイクスピア映画『ヘンリー五世』（1989年）『から騒ぎ』（1993年）『ハムレット』（1996年）『お気に召すまま』（2006年）に出演している。1999年には『リア王』を自らの監督・主演で映画化している。
声優として『スター・ウォーズ エピソード1/ファントム・メナス』（1999年）でボス・ナスの声を担当した他、アニメーション映画『ターザン』（1999年）でも声の出演をしている。また、イギリスのテレビ局Challengeで放送された日本のテレビ番組『筋肉番付』で司会者の英語吹替を担当している。
芸能活動とは別に登山家・冒険家としても活動していた。

## 私生活
イギリスのトーク番組『Piers Morgan's Life Stories』に出演した際に本人が語ったところでは、最初の結婚で娘を1人もうけたが、離婚後に元妻の希望で娘とは全く会っていないとのことである。一方、1978年に再婚した女優ヒルデガード・ニールとの間には娘ロザリンドがいる。女優となったロザリンドとはドラマ『Doctors』の「The Devil's Daughter」（2011年9月16日放送）で共演している。
2016年にOBE（大英帝国勲章オフィサー）を受章している。

## 出演作品

### 映画
| 公開年 | 邦題 原題                                                                                 | 役名                                     | 備考           | 吹き替え                                                       |
| ------ | ----------------------------------------------------------------------------------------- | ---------------------------------------- | -------------- | -------------------------------------------------------------- |
| 1971   | 最後の谷 The Last Valley                                                                  | コルスキー                               |                |                                                                |
| 1972   | ラ・マンチャの男 Man of La Mancha                                                         | ペドロ                                   |                |                                                                |
| 1980   | フラッシュ・ゴードン Flash Gordon                                                         | ヴァルタン公                             |                | 内海賢二（日本テレビ版） 麦人（テレビ朝日版）                  |
| 1983   | ハイ・ロード High Road to China                                                           | スレイマン・カーン                       |                | 大塚周夫（フジテレビ版）                                       |
| 1983   | シャーロック・ホームズ/バスカヴィル家の犬 The Hound of the Baskervilles                   | ジェフリー・ライオンズ                   | テレビ映画     |                                                                |
| 1989   | ヘンリー五世 Henry V                                                                      | エクセター公                             |                |                                                                |
| 1991   | ロビン・フッド Robin Hood: Prince of Thieves                                              | ロックスリー卿                           |                | 不明（ソフト版） 不明（フジテレビ版） 松井範雄（テレビ東京版） |
| 1991   | 逆転無罪 Prisoner of Honor                                                                | Gen. Gonse                               |                |                                                                |
| 1992   | バック・イン・ザ・USSR Back in the USSR                                                   | チャゾフ                                 |                | 大木民夫（VHS版） 青森伸（テレビ東京版）                       |
| 1993   | から騒ぎ Much Ado About Nothing                                                           | アントニオ                               |                | 島香裕                                                         |
| 1994   | 冒険野郎マクガイバー 失われた大陸の秘宝 MacGyver - Lost Treasure of Atlantis              | Atticus                                  | テレビ映画     |                                                                |
| 1996   | ハムレット Hamlet                                                                         | 亡霊（ハムレットの父）                   |                |                                                                |
| 1999   | リア王 King Lear                                                                          | リア王                                   |                |                                                                |
| 1999   | ターザン Tarzan                                                                           | クレイトン                               | 声の出演       | 銀河万丈                                                       |
| 1999   | スター・ウォーズ エピソード1/ファントム・メナス Star Wars: Episode I – The Phantom Menace | ボス・ナス                               |                | 大平透                                                         |
| 2004   | アレキサンダー Alexander                                                                  | レスリングトレーナー                     |                |                                                                |
| 2006   | コンクラーベ 天使と悪魔 The Conclave                                                      | アエネアス・シルウィウス・ピッコローミニ | 日本劇場未公開 |                                                                |
| 2006   | お気に召すまま As You Like It                                                             | シーリア公爵/フレデリック公爵            |                |                                                                |
| 2006   | マスク・オブ・レジェンド Day of Wrath                                                     | フランシスコ・デル・ルイス               | 日本劇場未公開 |                                                                |
| 2012   | ザ・パイレーツ! バンド・オブ・ミスフィッツ The Pirates! In an Adventure with Scientists!  | Pirate King                              | 声の出演       |                                                                |
| 2013   | オズ めざせ！エメラルドの国へ Legends of Oz: Dorothy's Return                             | Judge Jawbreaker                         | 声の出演       |                                                                |

### テレビ
| 放映年    | 邦題 原題                                       | 役名                             | 備考                              | 吹き替え   |
| --------- | ----------------------------------------------- | -------------------------------- | --------------------------------- | ---------- |
| 1975-1976 | スペース1999 Space: 1999                        | Mentor / Dr. Cabot Rowland       | 2エピソード                       |            |
| 1976      | ロンドン特捜隊スウィーニー The Sweeney          | フランク・ケンブル               | シーズン1 第1話 "Ringer"          |            |
| 1983      | ブラックアダー Blackadder                       | リチャード4世                    | 6エピソード                       |            |
| 1986      | ドクター・フー Doctor Who                       | King Yrcanos                     | 4エピソード                       |            |
| 2004-2016 | ペッパピッグ Peppa Pig                          | Grampy Rabbit                    | 5エピソード                       |            |
| 2008      | ファミリー・ガイ Family Guy                     | Prince Vultan                    | シーズン7 第3話 "Road to Germany" |            |
| 2012-2013 | おかしなガムボール The Amazing World of Gumball | サンタクロース                   | 3エピソード 声の出演              |            |
| 2013-2015 | ヘンリー・ハグルモンスター Henry Hugglemonster  | エドゥアルド・イノーモモンスター | 10エピソード 声の出演             | 長谷川俊介 |
| 2015-2016 | デンジャーマウス Danger Mouse                   | サンタクロース                   | 2エピソード 声の出演              |            |

### コンピュータゲーム
| 発売年 | 邦題 原題                                                        | 役名          | 備考     | 吹き替え |
| ------ | ---------------------------------------------------------------- | ------------- | -------- | -------- |
| 2002   | キングダム ハーツ                                                | クレイトン    | 声の出演 | 銀河万丈 |
| 2018   | コール オブ デューティ ブラックオプス4 Call of Duty: Black Ops 4 | The Brigadier |          |          |